# McIntosh (Florida)
McIntosh és una població dels Estats Units a l'estat de Florida. Segons el cens del 2000 tenia 453 habitants.

## Demografia
Segons el cens del 2000, McIntosh tenia 453 habitants, 227 habitatges, i 133 famílies. La densitat de població era de 249,9 habitants/km².
Dels 227 habitatges en un 11,9% hi vivien nens de menys de 18 anys, en un 52,9% hi vivien parelles casades, en un 5,3% dones solteres, i en un 41,4% no eren unitats familiars. En el 34,8% dels habitatges hi vivien persones soles el 16,3% de les quals corresponia a persones de 65 anys o més que vivien soles. El nombre mitjà de persones vivint en cada habitatge era de 2 i el nombre mitjà de persones que vivien en cada família era de 2,53.
Per edats la població es repartia de la següent manera: un 13,2% tenia menys de 18 anys, un 3,5% entre 18 i 24, un 19,2% entre 25 i 44, un 38,4% de 45 a 60 i un 25,6% 65 anys o més.
L'edat mediana era de 53 anys. Per cada 100 dones de 18 o més anys hi havia 81,1 homes.
La renda mediana per habitatge era de 36.250 $ i la renda mediana per família de 58.500 $. Els homes tenien una renda mediana de 33.750 $ mentre que les dones 20.500 $. La renda per capita de la població era de 20.617 $. Entorn del 2,7% de les famílies i el 6,3% de la població estaven per davall del llindar de pobresa.

## Poblacions més properes
El següent diagrama mostra les poblacions més properes.